# آلن داگلاس (تهیه‌کننده)
آلن داگلاس (انگلیسی: Alan Douglas؛ ۲۰ ژوئیه ۱۹۳۱ – ۷ ژوئن ۲۰۱۴) یک تهیه‌کننده موسیقی اهل ایالات متحده آمریکا بود.